# Taparuba
Taparuba là một đô thị thuộc bang Minas Gerais, Brasil. Đô thị này có diện tích 190,801 km², dân số năm 2007 là 3243 người, mật độ 18,4 người/km².